# Dichaetomyia pseudosordida
Dichaetomyia pseudosordida är en tvåvingeart som beskrevs av Willi Hennig 1952. Dichaetomyia pseudosordida ingår i släktet Dichaetomyia och familjen husflugor. Inga underarter finns listade i Catalogue of Life.